# Госконцерт
Госконцерт — федеральное государственное унитарное предприятие России, реализующее крупнейшие международные, общероссийские и региональные проекты: фестивали, конкурсы, концерты, смотры, а также проводит конференции, симпозиумы, культурно-политические мероприятия, приуроченные к знаменательным датам и историческим событиям. Существовало с 1956 по 2021 год.

## История
Государственное концертное объединение СССР (Госконцерт СССР) было образовано в 1956 году на базе Гастрольбюро СССР вместо существовавшего в 1938-1956 гг. Всероссийского гастрольно-концертного объединения и действовало на основании устава, утверждённого Министерством культуры СССР в 1971 году. Его основная задача была: проведение гастролей советских артистов за границей и зарубежных певцов и исполнителей в СССР, а также планирование гастрольных выступлений ведущих советских артистов в порядке обмена между союзными республиками. Уже в год создания организация устроила выступления труппы Большого театра в Лондоне.
ФГУП «Госконцерт» организует и проводит массовые мероприятия.
С «Госконцертом» в разное время сотрудничали: Алла Пугачёва, София Ротару, Иосиф Кобзон,  Александр Барыкин, Стас Намин, Валерий Гаина, Аркадий Северный, группа «Русские», группа «Земляне» и многие другие музыканты и исполнители.
Организация ликвидирована в июне 2021 года после признания банкротом.

## Активы
В 2015 году в состав предприятия вошли активы, которые  выкуплены у «РМГ»:
- Русское радио
- DFM
- Радио Монте-Карло
- MAXIMUM
- Хит FM
- Телеканал RU.TV
- Телеканал HITTV
- Интернет-портал «Station.ru»

## Руководство
Генеральный директор ФГУП «Госконцерт» — Сергей Сергеевич Бунин.